# Варивода Петро Семенович
Петро́ Семе́нович Вари́вода (12 липня 1928, станиця Старощербинівська, нині Краснодарський край — 9 січня 1996, Дніпропетровськ) — диригент, заслужений діяч мистецтв УРСР — 1975.

## Життєпис
1930 року родина репресована та вислана в Свердловську область (в 1994 визнана постраждалою від політичних репресій та реабілітована). Музичний хист мав змалку, грав по слуху на баяні все, що чув; з 13-ти років розпочав трудову діяльність.
1943 року в складі 3-ї художньої фронтової бригади поїхав на фронт, в цьому колективі виступав перед вояками на передовій до кінця війни. За свої виступи 1945 року у Вільнюсі отримав подяку від Політичного управління військ Західного фронту ППО.
По поверненні з фронту поступив на навчання до Свердловського музичного училища, на 3-у курсі навчання йому було запропоновано продовжити вчитися у консерваторії.
З 1953 року був художнім керівником ансамблю пісні й танцю Будинку культури свердловського заводу «Уралелектроапарат».
1954 року закінчив Свердловську консерваторію, диригентсько-хорове та оперно-симфонічне диригування вивчав у професора Марка Павермана.
Починаючи 1955 роком працював в Свердловській дитячій музичній школі число 5, з 1959 по 1961 — керівник оркестрового класу.
В 1961—1963 — диригент Харківського, 1963—1964 — головний диригент Донецького.
Працював в оперних театрах Душанбе та Саратова.
З 1973 по 1994 рік — Дніпропетровського театрів опери та балету.
З 1986 року працює викладачем Дніпропетровського музичного училища і до останніх днів свого життя.
Лауреат Шевченківської премії 1978 року — разом з Данькевичем, Ареф'євим, Кіосе, Даньшиним, Суржиною, Українським — за нову редакцію опери «Богдан Хмельницький» у Дніпропетровському театрі опери та балету.
Вже не будучи керівником трупи, здійснив постановку кількох спектаклів в Дніпропетровському оперному театрі.
Диригував такі вистави:
- «Спартак» А. Хачатуряна — 1975
- «Богдан Хмельницький» К. Данькевича — 1976,
- «Пробудження» Л. Колодуба — 1977, перше виконання;
- «Грім з Путивля» В. Ільїна — 1981, вперше виконано;
- брав участь у постановці балетів «Лебедине озеро» П. Чайковського — 1974,
- «Болеро» М. Равеля,
- «Кармен» Ж. Бізе,
- «Князь Ігор» О. Бородіна,
- «Травіата» Дж. Верді,
- «Тихий Дон» І. Дзержинського,
- «Царева наречена» М. Римського-Корсакова,
- «Оптимістична трагедія» О. Холмінова.

З дружиною Катериною виховали доньок Тетяну та Наталію.